# Schlegeldiagramm

Schlegeldiagramm des Tetraeders

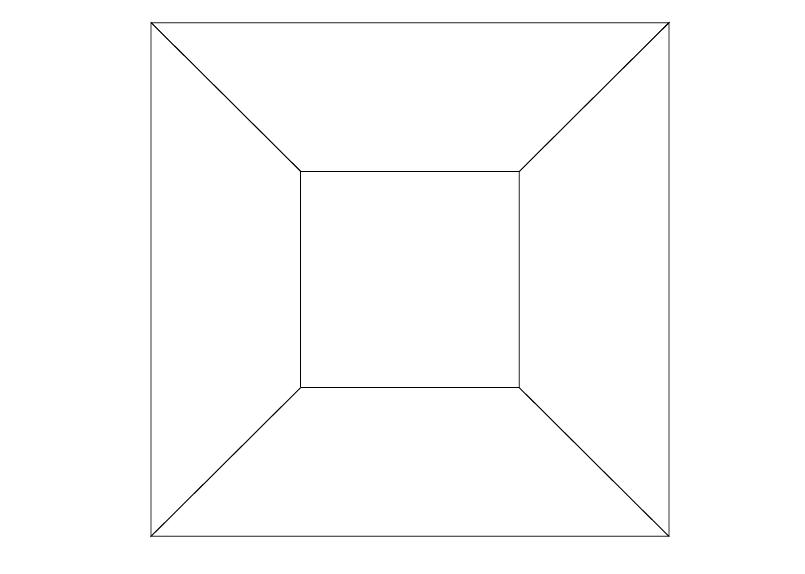
Schlegeldiagramm des Hexaeders (Würfels)

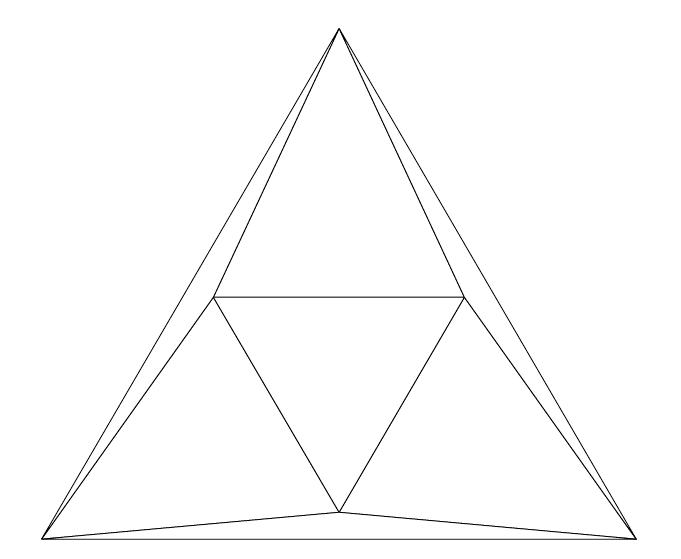
Schlegeldiagramm des Oktaeders

Das Schlegeldiagramm, nach Victor Schlegel (1843–1905), ist eine zweidimensionale Darstellung des Gefüges der Ecken, Kanten und Seitenflächen eines dreidimensionalen  Polyeders. Jede Ecke des Körpers erscheint im Schlegeldiagramm als Punkt, jede Kante als Strecke.  Die Seitenflächen des Körpers erscheinen als ein von Kanten umschlossenes Vieleck – mit Ausnahme einer Seitenfläche des Körpers, welche der Fläche im Schlegeldiagramm entspricht, die von den Rändern der Projektionsfläche begrenzt wird und welche die Figur umrahmt.
Das Schlegeldiagramm bildet topologische Eigenschaften des Körpers ab, wie zum Beispiel das Sich-Berühren von Kanten und Flächen, es ist jedoch nicht längen- und winkeltreu.
Das Konzept lässt sich zu einer {\displaystyle (n-1)}-dimensionalen  Darstellung der Ecken, Kanten und Seiten eines {\displaystyle n}-dimensionalen  Polytops verallgemeinern.